# Dennis Novak
Dennis Novak (* 28. August 1993 in Wiener Neustadt) ist ein österreichischer Tennisspieler.

## Karriere
Dennis Novak begann im Alter von acht Jahren mit dem Tennisspielen. Ab seinem 14. Lebensjahr trainierte er bei dem Trainer Günter Bresnik, wo er unter anderem mit Dominic Thiem trainierte. Zwischen 2009 und 2011 spielte er auf der ITF Junior Tour, dort konnte er fünf Juniorenturniere im Einzel, unter anderem in Linz, und zwei Doppelkonkurrenzen für sich entscheiden. 2011 gelang ihm im Einzel und im Doppel der Einzug in das jeweilige Hauptfeld der Juniorenturniere der Australian Open, der Wimbledon Championships und der US Open, wo er aber jeweils in der ersten oder zweiten Runde ausschied. Im Juli 2011 erreichte er mit Platz 29 seine höchste Position in der Jugendweltrangliste.
In seinen ersten Saisonen als Profi spielte Novak hauptsächlich auf Future-Turnieren, wo er bis zum Jahr 2017 23 Einzel- und vier Doppeltitel gewinnen konnte. Sein Debüt im Einzel auf der ATP World Tour gab Novak im Juli 2013 beim Bet-at-home Cup Kitzbühel, wo er sich für das Hauptfeld qualifizieren konnte, dort jedoch in der ersten Hauptrunde an Andreas Haider-Maurer klar in zwei Sätzen scheiterte. Sein erstes Turnier auf der ATP Challenger Tour spielte er im April 2014 in Santiago de Chile, wo er im Doppel in der ersten Runde und im Einzel in der zweiten Runde gegen den Iren Louk Sorensen ausschied. Sein erstes Match der ATP World Tour gewann Novak 2015 in Kitzbühel gegen Aljaž Bedene, bevor er in der zweiten Runde Fabio Fognini unterlag. Sein größter Erfolg im Doppel war 2016 das Erreichen des Finales in Kitzbühel an der Seite von Dominic Thiem, dieses verloren sie gegen die niederländische Paarung Wesley Koolhof und Matwé Middelkoop in drei Sätzen.
Im Jahr 2018 konnte Dennis Novak sich erstmals für die Hauptrunde eines Grand-Slam-Turniers bei den Australian Open qualifizieren, schied aber in der ersten Runde aus. Bei den Wimbledon Championships im Herreneinzel erreichte Novak, der zuvor nie ein Challenger-Finale erreicht hatte und bis dato kaum Matches auf der ATP-Tour gewonnen hatte, überraschend die dritte Runde. In der zweiten Runde schlug er dabei den an Position 17 gesetzten Franzosen Lucas Pouille in fünf Sätzen. In der dritten Runde verlor er gegen den Kanadier Milos Raonic in vier Sätzen.
Im April 2019 gewann er in Taipeh bei seiner ersten Challenger-Finalteilnahme seinen ersten Titel auf der Challenger Tour. Durch diesen Erfolg erreichte er mit dem 122. Rang ein neues Karrierehoch. Im selben Jahr erreichte er das Finale des Challengers im englischen Ilkley, das der Deutsche Dominik Koepfer gegen ihn gewann. In Bratislava konnte er im Finale Damir Džumhur besiegen und so seinen zweiten Challenger-Titel gewinnen.
2020 nahm er bei der ersten Ausgabe des ATP Cups an der Seite von Dominic Thiem teil, bei dem sie gegen Kroatien und Polen scheiterten. Nach dem ATP-Cup erreichte Novak erstmals eine Platzierung unter den Top 100 der Weltrangliste. Bei den Australian Open schaffte er über die Qualifikation zum vierten Mal den Einzug in ein Hauptfeld eines Grand Slams. Dort scheiterte er allerdings in der ersten Runde an Hubert Hurkacz in fünf Sätzen. Im März erreichte Dennis Novak mit Platz 85 seine höchste Weltranglistenposition. Kurze Zeit später folgte aufgrund der COVID-19-Pandemie eine Pause der ATP-Tour. Nach dieser Pause konnte Novak nicht mehr an die Erfolge anknüpfen und fiel aus Top 100 der Weltrangliste heraus.
Im April 2021 trennte er sich von seinem Trainer Wolfgang Thiem und kehrte zu seinem früheren Trainer Günter Bresnik zurück, da sich nach der Covid-19-bedingten Pause keine Erfolge einstellten und sich Thiem auf den Erfolg seines Sohns Dominic konzentrierte. Zwei Jahre zuvor hatte er sich nicht einvernehmlich von Bresnik getrennt und war zu Thiem gewechselt.
2016 spielte er erstmals für die österreichische Davis-Cup-Mannschaft. Bis heute bestritt er elf Matches, von denen er acht für sich entscheiden konnte (Stand: August 2021).

## Erfolge
| Legende (Anzahl der Siege)  |
| Grand Slam                  |
| ATP World Tour Finals       |
| ATP World Tour Masters 1000 |
| ATP World Tour 500          |
| ATP World Tour 250          |
| ATP Challenger Tour (4)     |

### Einzel

#### Turniersiege

##### ATP Challenger Tour
| Nr. | Datum             | Turnier    | Belag         | Finalgegner        | Ergebnis |
| --- | ----------------- | ---------- | ------------- | ------------------ | -------- |
| 1.  | 14. April 2019    | Taipeh     | Hartplatz (i) | Serhij Stachowskyj | 6:2, 6:4 |
| 2.  | 10. November 2019 | Bratislava | Hartplatz (i) | Damir Džumhur      | 6:1, 6:1 |
| 3.  | 7. Januar 2023    | Nonthaburi | Hartplatz     | Wu Tung-lin        | 6:4, 6:4 |

### Doppel

#### Turniersiege

##### ATP Challenger Tour
| Nr. | Datum            | Turnier | Belag         | Partner         | Finalgegner                   | Ergebnis         |
| --- | ---------------- | ------- | ------------- | --------------- | ----------------------------- | ---------------- |
| 1.  | 21. Oktober 2023 | Hamburg | Hartplatz (i) | Akira Santillan | Alexandru Jecan Mick Veldheer | 6:4, 3:6, [10:3] |

#### Finalteilnahmen
| Nr. | Datum         | Turnier   | Belag | Partner       | Finalgegner                     | Ergebnis         |
| --- | ------------- | --------- | ----- | ------------- | ------------------------------- | ---------------- |
| 1.  | 23. Juli 2016 | Kitzbühel | Sand  | Dominic Thiem | Wesley Koolhof Matwé Middelkoop | 6:2, 3:6, [9:11] |

## Privates
Im August 2021 wurden Novak und seine langjährige Lebensgefährtin erstmals Eltern eines Jungen.